# Leucosia phyllocheira
Leucosia phyllocheira is een krabbensoort uit de familie van de Leucosiidae. De wetenschappelijke naam van de soort is voor het eerst geldig gepubliceerd in 1847 door White.